# Нова Весь (Косцянський повіт)
Нова Весь (пол. Nowa Wieś, нім. Neudorf) — село в Польщі, у гміні Сміґель Косцянського повіту Великопольського воєводства.
Населення — 377 осіб (2011).
У 1975-1998 роках село належало до Лешненського воєводства.

## Демографія
Демографічна структура станом на 31 березня 2011 року:
|          | Загалом | Допрацездатний вік | Працездатний вік | Постпрацездатний вік |
| -------- | ------- | ------------------ | ---------------- | -------------------- |
| Чоловіки | 181     | 46                 | 126              | 9                    |
| Жінки    | 196     | 45                 | 124              | 27                   |
| Разом    | 377     | 91                 | 250              | 36                   |